# 雅克·内克尔

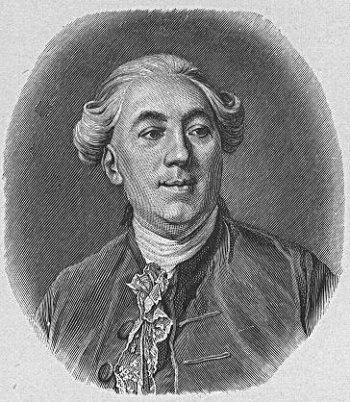
雅克·内克尔

雅克·内克尔（法語：Jacques Necker，1732年9月30日—1804年4月9日）是法国路易十六的财政总监（1777年至1781年、1788年至1789年和1789年至1790年）与银行家。

## 早年生活
雅克·内克尔生于瑞士日内瓦。其父卡尔·弗里德里希·内克尔是普鲁士（今天的波兰奥得河畔科斯琴）人，他发表了一些关于国际法的文章，並因此獲聘为日内瓦的公共法教授，从而成为瑞士公民。1747年，15岁的雅克·内克尔被送往巴黎，在父亲一个朋友的银行裡当职员。内克尔在1762年升格为合伙人，并在1765年通过成功的投机生意大赚一笔。他与另一名日内瓦人合伙创办了一家银行。他的合伙人在伦敦当行长，而他则负责巴黎的业务。兩人通过向财政部贷款以及搞粮食投机买卖而致富。
1763年雅克·内克尔爱上了一个法国军官的寡妇。但他的情妇有一次去日内瓦时遇到苏珊·屈尔绍，屈尔绍是一名牧师的女儿，当时与爱德华·吉本有关系。雅克·内克尔的情妇把苏珊·屈尔绍带回巴黎，结果雅克·内克尔爱上了屈尔绍并在年末与她结婚。两人的女儿于1766年4月22日出生。
他的夫人鼓励他去争取一份公共职务。他因此成为法国东印度公司的经理之一。这件事情在1760年代裡导致该公司的经理、股东和政府部门就公司的自主权问题爆发激烈争论。“财政部担心公司的财政稳定，聘请安德烈·莫尔莱把争论的内容从股东的权利转移到商业自由高于公司的贸易垄断的问题上。”雅克·内克尔在任内显示了他的能力，捍卫了公司的自主权，并于1769年在一份备忘录中成功地抵挡了莫尔莱的攻击。
雅克·内克尔在此期间也向法国政府贷款，并經日内瓦共和国任命为驻巴黎代表。他的夫人则与巴黎的政治、经济和文学领袖交往，克劳德·阿德里安·爱尔维修等人经常去她的沙龙。1773年雅克·内克尔写了一篇由路易十四的大臣——让-巴普蒂斯特·柯尔贝尔的一篇颂文引导出来、旨在捍卫国家公司制的文章，为此获得了法国科学院的奖励。1775年他发表了（关于穀物立法和贸易），反对安·罗伯特·雅克·杜尔哥倡导的自由贸易政策。他的夫人觉得他现在可以进入官方机构了，因此劝他放弃银行合伙。雅克·内克尔把他的合伙让给了他的弟弟路易。

## 法国财政总监
1776年10月雅克·内克尔獲任为国库总管。由于他是新教徒，因此无法成为财政总监。他透過讓人头税和土地税分配均勻劃來控制财政，因而受到欢迎。他废除工业二十分之一税（vingtième d'industrie）设立典当制度。他最大的财政措施是使用国家贷款来偿还法国的债务、並使用高利贷来取代提高税收。他还建议使用国家贷款来资助法国在美國革命中的介入。
1781年法国经济困难，由于雅克·内克尔是国库总管，招致的批評稱他應為法國介入美国革命所导致的高债负责。內克爾在宫廷裡由於其改革政策而樹敵眾多。玛丽·安托瓦内特是他最大的敌人，她和其他敌人对路易十六均有很大的影响，最后导致1781年雅克·内克尔遭到解职。
雅克·内克尔在1781年还发表了他最有影响的著作《致国王财政报告书》。在这份《财政报告书》中，他总结政府的收入和支出，為第一份王家财政的公共报告。雅克·内克尔写这部报告书的意图在于教育公众，希望能以此来讓公眾擁有良好訊息、對政策有興趣。此前公众从未将政府的收支当作自己的事务，但是他们因為《财政报告书》而更加積極。公众兴趣和意见的产生对法国大革命的爆发拥有重要作用。虽然雅克·内克尔发表的统计比较笼统、不甚可靠，美化法国财政部状态，但在社会各阶层均引起巨大的關注。它逐渐地产生一個關心政策的新社会。
雅克·内克尔在离职期间从事文学，1784年发表著名的《法国财政部美德》（Traité de l'administration des finances de la France）。他还花许多时间与独生女傑曼·德·斯戴爾一起度过。1786年他的女儿与瑞典駐法國大使埃里克·馬格努斯·斯塔爾结婚。1787年雅克·内克尔由于公开发表小册子和回忆录攻击他的繼任者卡洛纳，而遭封印公文禁止靠近巴黎40里。但因1788年法国蒙受的经济和财政危机，使當局召回內克爾，重新上任财政总监职务以结束国家赤字，挽救法国国家财政破产。

## 法国大革命时期

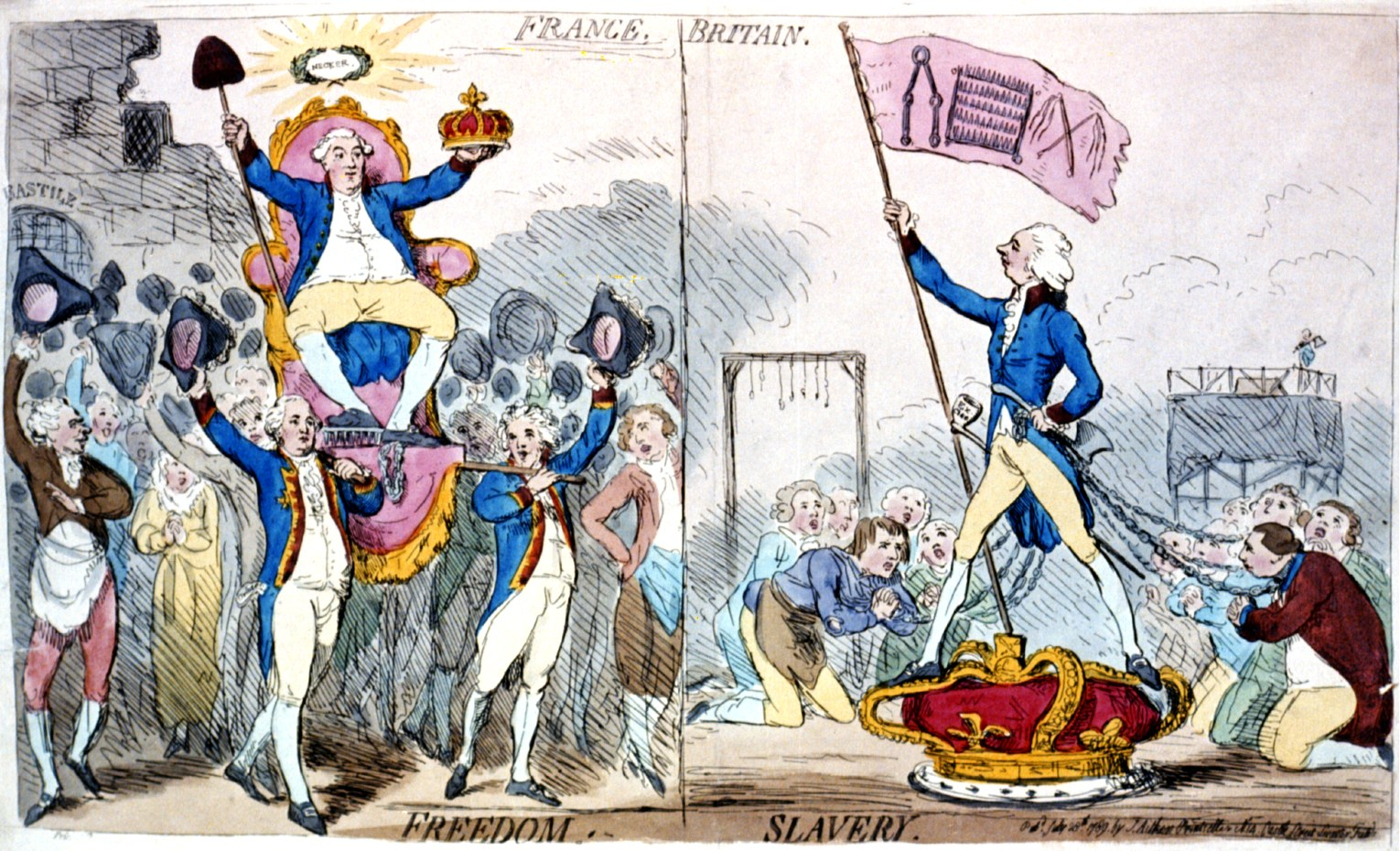
詹姆士·吉尔雷的漫画《法国、英国、自由、奴隶》（1789年），左边坐着的是雅克·内克尔创立的自由，而右边则是皮特政府下的英国

雅克·内克尔被看作是法国的拯救者，但是他的政策无法防止法国大革命的爆发。他合法化了多菲内省的议会，由此平息了当地的起义。然后他开始组织召集1789年三级会议。他主张把第三阶层的代表翻倍来满足人民的要求。儘管人民要求按照人头数来取决投票数量，卻並未得到他的採納，而是保持了每个阶层一票的做法。他在会议上的发言也不恰当：他的发言有好几个小时长。许多人希望他能够进行政治改革来拯救国家，而他却只发布财政数据。这个事件大大影响了雅克·内克尔的声誉。他似乎把三级会议当作辅导政府的一个机构，而不是把它看作是改革政府的机构。
1789年7月12日雅克·内克尔的解职导致法国民間公愤，7月14日革命爆发。因此国王不得不把雅克·内克尔召回。他在每个经过的城市都获得欢迎。但在巴黎又证明其缺乏政治家的才干。他相信只有自己能拯救法国，因此拒绝与拉法葉侯爵等人合作。9月他牺牲自己的特权，以此说服国王接受未决否决权，他设计了11月7日发布的法令，大臣及其官员不必通过集会确定，他以此消灭了任何建议强大行政机构的可能性。雅克·内克尔也无法在危机时期解决财政问题，他无法理解通过发行纸币来保证国家治安这样的极端措施。到1790年为止，他出任财政总监，但试图保障财政平衡的措施无效。他的信誉消亡，最后辞职。

## 隐退
他花了很大力气回到日内瓦附近一座他1784年就已经买下的庄园。在这里他主要进行写作，他的夫人热望巴黎的沙龙，此后不久就死了。他的女儿和侄女照顾他，但是他的时代已经过去，他的著作已经失去政治影响力。1798年法国军队到达时发生了一些冲突，他烧毁了自己的大多数政治作品。他于1804年4月9日死在自己的庄园上。

## 以内克尔命名的地方
- 內克爾島（属夏威夷群岛）